# Léa Lopez
Pour les articles homonymes, voir Lopez.
Léa Lopez, née le 13 mai 1999, est une actrice française.
Elle suit des cours de théâtre dès l'âge de sept ans. Elle apparaît pour la première fois au cinéma dans le film La Dream Team, en 2015. Elle est notamment connue grâce à son rôle de Salomé Boissier entre 2016 et 2018, dans la série télévisée Clem.

## Biographie

### Jeunesse, famille et formation
Léa Lopez naît le 13 mai 1999. Son père, Michel Lopez, est metteur en scène et professeur de théâtre tandis que sa mère, Caroline Archambault, est comédienne. Ayant toujours baigné dans un milieu artistique, Léa Lopez décide de suivre la même voie que ses parents. Dès l'âge de sept ans, elle commence à prendre des cours de comédie. Puis, elle passe plusieurs castings avant d'être choisie pour une publicité. En parallèle, elle pratique également le chant et la danse.
En 2012, elle rentre au Conservatoire à rayonnement régional de Paris où elle suit un cycle de trois ans de danse contemporaine, entre ses quatorze et ses dix-sept ans,,. En 2017, elle obtient son baccalauréat littéraire, avec une section sport-étude en danse ainsi qu'une option théâtre, avant de s'inscrire à l’école de théâtre du Studio d’Asnières, au côté de Gaïa Warnant notamment,,. En 2017, elle intègre la classe libre du Cours Florent en comédie musicale et fait partie de la promotion I,. En septembre 2022, elle devient artiste auxiliaire à la Comédie-Française,, avant d'en devenir pensionnaire au mois d'avril de l'année suivante.

### Premiers pas à télévision (2015-2020)
En 2015, Léa Lopez fait ses premiers pas à la télévision dans la série télévisée Nina. Elle décroche l'un des rôles principaux et incarne ainsi Lily Antonakis à l'écran pendant deux saisons. Toujours en 2015, elle apparaît pour la première fois au cinéma dans le film La Dream Team de Thomas Sorriaux, aux côtés de Medi Sadoun et Gérard Depardieu. L'année suivante, en 2016, elle se fait connaître du grand public en incarnant Salomé Boissier, l'un des personnages principaux de Clem, dans la saison 6 de la série. Elle succède donc à Jade Pradin, qui incarnait ce même personnage depuis cinq saisons mais n'était pas en accord sur la direction artistique du personnage.
En 2018, alors que le tournage de la saison 9 de Clem débute, Léa Lopez annonce qu'elle quitte la série, après trois saisons. Elle a choisi d'intégrer la classe libre de comédie musicale des cours Florent et déclare qu'elle ne pourra plus tenir en même temps le rôle de Salomé Boissier. C'est l'actrice Joséphine Berry, qui reprend alors son rôle. Toutefois, Léa Lopez n'abandonne pas les plateaux de tournage puisqu'elle apparaît dans le téléfilm d'Éric Drouet Crime dans le Luberon la même année.
En 2020, elle apparaît dans deux pièces de théâtre. D'abord dans Les clés de l'Alhambra, mis en scène par ses parents et jouée au Théâtre des Variétés à Paris et elle est aussi l'une des comédiennes de l'Enfant qui criait au loup, d'après d'Ésope. Aux côtés de ses camarades du cours Florent, elle joue cette pièce à quatre reprises au Théâtre de la Jonquière.

### Premiers rôles au cinéma et arrivée à la Comédie-Française (depuis 2020)
En 2021, elle joue dans Cabaret sous les balcons, mis en scène par Léna Bréban. Pièce imaginée durant le confinement, ce spectacle à la particularité d'être joué à l'extérieur, à proximité des Ehpads de Saône-et-Loire.
En 2022, Léa Lopez retrouve la metteuse en scène Léna Bréban et joue le rôle de Phoébé dans Comme il vous plaira, de William Shakespeare, joué au Théâtre de la Pépinière. Elle joue ensuite dans la pièce de théâtre 7 minutes, mise en scène par la Comédie-Française, troupe de théâtre qu'elle a intégrée en septembre 2022. Elle est également comédienne dans La reine des neiges, l’histoire oubliée, dans laquelle elle joue le rôle principal, Gerda. Pour ce rôle, elle est nommée dans la catégorie de la révélation féminine de l'édition 2023 des Molières. C'est finalement la comédienne Lison Pennec qui décroche la récompense.
En 2023, elle renoue avec le cinéma. Elle fait partie de la distribution de Toni, en famille, film français de Nathan Ambrosioni, dans lequel elle donne la réplique à Camille Cottin. Cette même année, elle jouera dans deux pièces avec la Comédie-Française. D'abord dans La Dame de la mer, d'Henrik Ibsen, mise en scène par Géraldine Martineau, où elle incarnera Hilde, puis dans Médée, d'Euripide, pièce mise en scène par Lisaboa Houbrechts.
En 2024, Léa Lopez continue de se produire sur les planches des théâtres parisiens et apparaît dans deux nouvelles pièces de la Comédie-Française. Elle est à la fois comédienne, chanteuse et instrumentiste dans le spectacle musical Art Majeur, pièce rendant hommage au passage télévisuel de Serge Gainsbourg dans l'émission Apostrophes, de Bernard Pivot, où Gainsbourg affirmait que la chanson était un art mineur. La comédienne revisite ainsi plusieurs classiques de la chanson française, comme Jacques Brel, Edith Piaf ou Nino Ferrer. Elle fait également partie de la troupe de comédiens donnant vie à la pièce Mais quelle comédie !, dont la mise en scène est assurée  par Serge Bagdassarian et Marina Hands.

## Filmographie
Sauf indication contraire ou complémentaire, les informations mentionnées dans cette section proviennent de la base de données IBDb.

### Cinéma

#### Longs métrages
- 2016 : La Dream Team, de Thomas Sorriaux : Lili Belloc
- 2021 : Benedetta, de Paul Verhoeven : Une habitante de Pescia
- 2023 : Toni, en famille, de Nathan Ambrosioni : Mathilde

#### Courts métrages
- 2016 : RemI, d'Aurélien Rapatel : Clémentine
- 2018 : L'étoile : Amanda

### Télévision

#### Téléfilms
- 2018 : Crime dans le Luberon, d'Éric Duret : Faustine Issautier
- 2022 : Carpe Diem, d'Erwan Marinopoulos

#### Séries télévisées
- 2015 - 2016 : Nina, d'Alain Robillard : Lily Antonakis (rôle principal - 16 épisodes)
- 2016 - 2018 : Clem, de Pascal Fontanille : Salomé Boissier (rôle principal, 25 épisodes)
- 2019 : Capitaine Marleau, d'Elsa Marpeau : Océane Duplessis (1 épisode)
- 2026 : Mitterrand confidentiel d'Antoine Garceau : Anne Pingeot

## Théâtre
- 2020 : Les clés de l'Alhambra, mise en scène de Caroline Archambault et Michel Lopez (Théâtre des Variétés)
- 2020 : L'Enfant qui criait au loup, mise en scène de Pierre Huntzinger : Lolita (Théâtre de la Jonquière)
- 2021 : Cabaret sous les balcons, mise en scène de Léna Bréban (Spectacle joué dans différents Ehpad)
- 2022 : Comme il vous plaira, de William Shakespeare, mise en scène de Léna Breban : Phébé / Amien (Théâtre de la Pépinière)
- 2022 : La reine des neiges, l’histoire oubliée de Kay et Gerda, de Hans Christian Andersen, mise en scène de Johanna Boyé : Gerda (Théâtre du Vieux-Colombier)
- 2022 : 7 minutes, mise en scène de Maëlle Poésy : Sophie  (Théâtre Dijon-Bourgogne)
- 2023 : La Dame de la mer, d'Henrik Ibsen, mise en scène de Géraldine Martineau : Hilde (Théâtre du Vieux-Colombier)
- 2023 : Médée, d'Euripide, mise en scène de Lisaboa Houbrechts : Créüse et Aphrodite (Salle Richelieu)
- 2023 : Je reviens de loin, de Claudine Galea, mise en scène de Sandrine Nicolas : Lucie (Studio-Théâtre)
- 2024 : Art Majeur, de Pauline Delabroy-Allard, mise en scène de Guillaume Barbot (Studio-Théâtre)
- 2024 : Mais quelle comédie !, de Serge Bagdassarian, mise en scène de Marina Hands (Salle Richelieu)
- 2024 : Le Malade imaginaire, de Molière, mise en scène de Claude Stratz : Angélique (Salle Richelieu)
- 2024 : Le Suicidé, de Nicolaï Erdman, mise en scène de Stéphane Varupenne : Raïssa Filippovna (Salle Richelieu)

## Distinction

### Nomination
- Molières 2023 : Molière de la révélation féminine pour La Reine des neiges, l'histoire oubliée